# Гамма (моторная лодка)
«Га́мма» — пластиковая моторная лодка предназначена для обслуживания соревнований по гребному спорту и использования в качестве лодки тренера. Выпускалась небольшой серией Ленинградским экспериментальным заводом спортивного судостроения для обслуживания гребных соревнований Олимпиады-80 в Крылатском.
| Основные характеристики                          | Показатели    |
| ------------------------------------------------ | ------------- |
| Длина наибольшая, м                              | 4             |
| Ширина наибольшая, м                             | 1,6           |
| Высота борта на миделе (до привального бруса), м | 0,65          |
| Мощность подвесного мотора, л.с.                 | до 50         |
| Масса без мотора и топлива, кг                   | 160           |
| Пассажировместимость, чел.                       | 4             |
| Скорость хода под мотором «Вихрь-30», км/ч:      |               |
| С одним водителем                                | 52,5          |
| С полной нагрузкой (4 чел.)                      | 42            |
| Материал корпуса                                 | стеклопластик |